# Batalha de Malakoff
A Batalha de Malakoff foi uma batalha da Guerra da Crimeia, travada entre o Império Russo e o Segundo Império Francês. 

## História
foi um ataque francês contra as forças russas no reduto Malakoff e sua subseqüente captura em 8 de setembro de 1855 como parte do cerco de Sebastopol durante a Guerra da Criméia. O exército francês comandado pelo general MacMahon invadiu com sucesso o reduto Malakoff, enquanto um ataque britânico simultâneo ao Redan ao sul do Malakoff foi repelido. Num dos momentos decisivos da guerra, o zouave francês Eugène Libautlevantou a bandeira francesa no topo do reduto russo. A Batalha de Malakoff resultou na queda de Sevastopol em 9 de setembro, encerrando o cerco de 11 meses.